# Soyécourt
Soyécourt är en kommun i departementet Somme i regionen Hauts-de-France i norra Frankrike. Kommunen ligger i kantonen Chaulnes som tillhör arrondissementet Péronne. År 2022 hade Soyécourt 189 invånare.

## Befolkningsutveckling
Antalet invånare i kommunen Soyécourt
| Referens: INSEE |